# Tashreeq Matthews
Tashreeq Matthews (Kaapstad, 12 september 2000) is een Zuid-Afrikaans voetballer die als middenvelder voor Jong FC Utrecht speelt.

## Carrière
Tashreeq Matthews speelde in de jeugd van Ajax Cape Town toen hij in 2018 de overstap maakte naar Borussia Dortmund. Door die club werd hij in januari 2019 voor een halfjaar verhuurd aan FC Utrecht met een optie tot koop. Daar startte hij in het tweede elftal. Hier maakte hij zijn debuut in het profvoetbal op 28 januari 2019, in de met 1-2 verloren thuiswedstrijd tegen RKC Waalwijk. Hij kwam in de 76e minuut in het veld voor Keelan Lebon.

### Statistieken
| Seizoen                       | Club            | Land           | Competitie     | Competitie | Competitie | Beker | Beker | Overig | Overig | Totaal | Totaal |
| Seizoen                       | Club            | Land           | Competitie     | Wed.       | Dlp.       | Wed.  | Dlp.  | Wed.   | Dlp.   | Wed.   | Dlp.   |
| ----------------------------- | --------------- | -------------- | -------------- | ---------- | ---------- | ----- | ----- | ------ | ------ | ------ | ------ |
| 2018/19                       | Jong FC Utrecht | Nederland      | Eerste divisie | 1          | 0          | 0     | 0     | —      | —      | 1      | 0      |
| Carrièretotaal                | Carrièretotaal  | Carrièretotaal | Carrièretotaal | 1          | 0          | 0     | 0     | 0      | 0      | 1      | 0      |
| Bijgewerkt op 29 januari 2019 |                 |                |                |            |            |       |       |        |        |        |        |

Agougil ·
Akkerman ·
Azmi ·
El Arguioui ·
Den Boggende ·
Boumenjal ·
Charalampoglou ·
Dithmer ·
Driezen ·
Dris ·
Dundas ·
Edhart ·
Eppink ·
Ghaddari ·
Van Hees ·
Held ·
Jenner ·
Kloosterboer ·
Kooy  ·
Van Riel ·
Rohd Schlichting ·
Varjund ·
Viereck ·
Van der Wegen ·
Yah ·
Coach: Van Dinteren
· Assistent-trainer: Kamminga
· Assistent-trainer: Keller
· Keeperstrainer: Plattel
Dit is de vaste selectie van Jong FC Utrecht. In deze lijst zijn geen spelers van het eerste elftal of de jeugdelftallen opgenomen.